# هلن تونر
هلن تونر (انگلیسی: Helen Toner؛ زادهٔ ۱۹۹۲) پژوهش‌گر استرالیایی و عضو پیشین هیئت مدیره اوپن‌ای‌آی است.